# National Invitation Tournament 1938
Il National Invitation Tournament 1938 fu la prima edizione del torneo. Venne vinto dalla Temple University; miglior giocatore della manifestazione fu Don Shields.

## Squadre
- Bradley Braves
- Colorado Buffaloes
- LIU Sharks
- NYU Violets
- Okl. A&M Aggies
- Temple Owls

## Risultati
|  | Quarti di finale   | Quarti di finale   |                           |                           | Semifinali      | Semifinali |  |  | Finale | Finale |
|  |                    |                    |                           |                           |                 |            |  |  |        |        |
|  |                    |                    |                           |                           |                 |            |  |  |        |        |
|  |                    |                    |                           |                           |                 |            |  |  |        |        |
|  |                    |                    |                           |                           |                 |            |  |  |        |        |
|  |                    |                    |                           |                           |                 |            |  |  |        |        |
|  |                    |                    |                           |                           |                 |            |  |  |        |        |
|  | Okl. A&M Aggies    | 44                 |                           |                           |                 |            |  |  |        |        |
|  | Okl. A&M Aggies    | 44                 |                           |                           |                 |            |  |  |        |        |
|  |                    | Temple Owls        | 56                        |                           |                 |            |  |  |        |        |
|  | Temple Owls        | Temple Owls        | 56                        | 53                        |                 |            |  |  |        |        |
|  | Temple Owls        |                    |                           | 53                        |                 |            |  |  |        |        |
|  | Bradley Braves     | 40                 |                           |                           |                 |            |  |  |        |        |
|  | Bradley Braves     | 40                 | Temple Owls               | 60                        |                 |            |  |  |        |        |
|  |                    |                    | Temple Owls               | 60                        |                 |            |  |  |        |        |
|  |                    | Colorado Buffaloes | 36                        |                           |                 |            |  |  |        |        |
|  |                    | Colorado Buffaloes | 36                        |                           |                 |            |  |  |        |        |
|  |                    |                    |                           |                           |                 |            |  |  |        |        |
|  |                    |                    |                           |                           |                 |            |  |  |        |        |
|  | Colorado Buffaloes | 48                 | Finale per il terzo posto | Finale per il terzo posto |                 |            |  |  |        |        |
|  | Colorado Buffaloes | 48                 | Finale per il terzo posto | Finale per il terzo posto |                 |            |  |  |        |        |
|  |                    | NYU Violets        | 47                        |                           |                 |            |  |  |        |        |
|  | NYU Violets        | NYU Violets        | 47                        | 39                        | Okl. A&M Aggies | 37         |  |  |        |        |
|  | NYU Violets        |                    |                           | 39                        | Okl. A&M Aggies | 37         |  |  |        |        |
|  | LIU Sharks         | 37                 |                           | NYU Violets               | 24              |            |  |  |        |        |
|  | LIU Sharks         | 37                 |                           |                           | 24              |            |  |  |        |        |
|  |                    |                    |                           |                           |                 |            |  |  |        |        |
|  |                    |                    |                           |                           |                 |            |  |  |        |        |

| Campione NIT 1938     |
| --------------------- |
| Temple Owls 1º titolo |

## Squadra vincitrice
|    | Naz.                   | Ruolo | Sportivo        |  | Alt. |  |  |
| -- | ---------------------- | ----- | --------------- |  | ---- |  |  |
| 3  | Stati Uniti (bandiera) | G     | Don Henderson   |  | 188  |  |  |
| 4  | Stati Uniti (bandiera) | A     | Don Shields     |  | 196  |  |  |
| 5  | Stati Uniti (bandiera) |       | Ed McDermott    |  |      |  |  |
| 6  | Stati Uniti (bandiera) |       | Jim Kildorf     |  |      |  |  |
| 7  | Stati Uniti (bandiera) |       | Jim Usilton jr. |  |      |  |  |
| 8  | Stati Uniti (bandiera) | G     | Ed Boyle        |  | 188  |  |  |
| 9  | Stati Uniti (bandiera) |       | Jim Busha       |  |      |  |  |
| 10 | Stati Uniti (bandiera) |       | Bob Nicol       |  |      |  |  |
| 11 | Stati Uniti (bandiera) | A     | Howie Black     |  | 196  |  |  |
| 12 | Stati Uniti (bandiera) | C     | Mike Bloom      |  | 198  |  |  |
| 13 | Stati Uniti (bandiera) |       | Albert Freiberg |  |      |  |  |
| 14 | Stati Uniti (bandiera) |       | Robert Chapman  |  |      |  |  |
| 15 | Stati Uniti (bandiera) |       | Anthony Alfano  |  |      |  |  |

- Allenatore: James Usilton
- Vice-allenatore: Harry Litwack